# Pièces et billets d'obligation zimbabwéens
Les pièces et billets d'obligation sont une monnaie émise par la Banque centrale du Zimbabwe au taux de 1 pour 1 avec le dollar américain.

## Contexte
En avril 2009, le gouvernement zimbabwéen décide d'abandonner, initialement pour au moins un an, le dollar zimbabwéen au profit de monnaies étrangères. En effet, la monnaie nationale avait perdu toute valeur à cause d'une inflation record. À partir de cette date, le dollar américain et le rand sud-africain circulent alors au Zimbabwe. Quatre monnaies supplémentaires ont été ajoutées fin janvier 2014 : la roupie indienne, le yuan chinois, le yen japonais et le dollar australien. L'euro est également en circulation dans le pays.
Fin 2016, le Zimbabwe n'a toujours pas de monnaie nationale et utilise toujours ces monnaies étrangères. En 2014, le gouvernement avait indiqué que le Zimbabwe ne reviendrait pas à une monnaie nationale avant 5 ou 6 ans, le temps que l'économie reparte.

## Émission de pièces en 2014
À partir de 2014, le Zimbabwe frappe des pièces en dollars américains valables seulement au Zimbabwe. Le gouvernement est alors accusé par les opposants de tenter de restaurer sa propre devise sous un autre nom, ce que le gouverneur de la Banque centrale, John Mangudya, réfute en précisant qu'il faudrait encore quatre ou cinq ans avant que le Zimbabwe n'envisage une telle solution, le temps que l'économie du pays soit de nouveau solide.

## Émission de billets en 2016
En novembre 2016, des billets d'obligation sont émis par la Banque centrale du Zimbabwe. Des coupons de 2 dollars ont été émis à hauteur de 10 millions de dollars et des coupons de 1 dollar pour l'équivalent de 2 millions de dollars supplémentaires. Il est prévu que 75 millions de dollars soient émis d'ici fin 2016 par la Banque centrale du Zimbabwe.

### But
Les coupons émis jouent le rôle de billets de banque. Leur rôle est de mettre fin à la pénurie de dollars américains.

### Réception
L'arrivée d'une quantité importante de monnaie sur le marché fait craindre une hausse des prix similaire à celle qui s'était produite en 2009. Lors de l'annonce du lancement des billets d'obligation, les Zimbabwéens se sont rués dans les banques pour retirer leurs avoirs. Par ailleurs, même si le gouverneur de la banque centrale a promis que cette mesure serait limitée dans le temps, les hommes d'affaires craignent que les échanges à l'étranger deviennent impossibles étant donné l'absence de convertibilité de cette monnaie.